# イッリャ教会 (キーウ)
イッリャ教会（ウクライナ語: Іллінська церква）は、ウクライナの首都・キーウにあるウクライナ正教会の聖堂。ドニプロ川の右岸、ポジール地区に位置する。

## 沿革
初期
944年頃に木材の教会として建立された。名称は預言者エリア（ウクライナ語でイッリャ）にちなむ。木造の聖エリヤ教会は、おそらくキエフ大公国で最初の正教会であった。1692年にキーウの町人ピョートル・グディマの献金により、石造りのウクライナ・バロック様式の聖堂に改造された。
18世紀前半、キエフの建築家イワン・グリコエウィチ＝バルスキーによってウクライナ・バロック様式の2層の鐘楼が建てられ、教会の門が設置された。18世紀末までに教会の周りに側礼拝堂、学校と築地建物が整備されていった。
ソビエト連邦期
1930年にボルシェビキによって閉鎖され、穀物貯蔵庫にされた。大祖国戦争中に再び開設された。

## 建物や施設

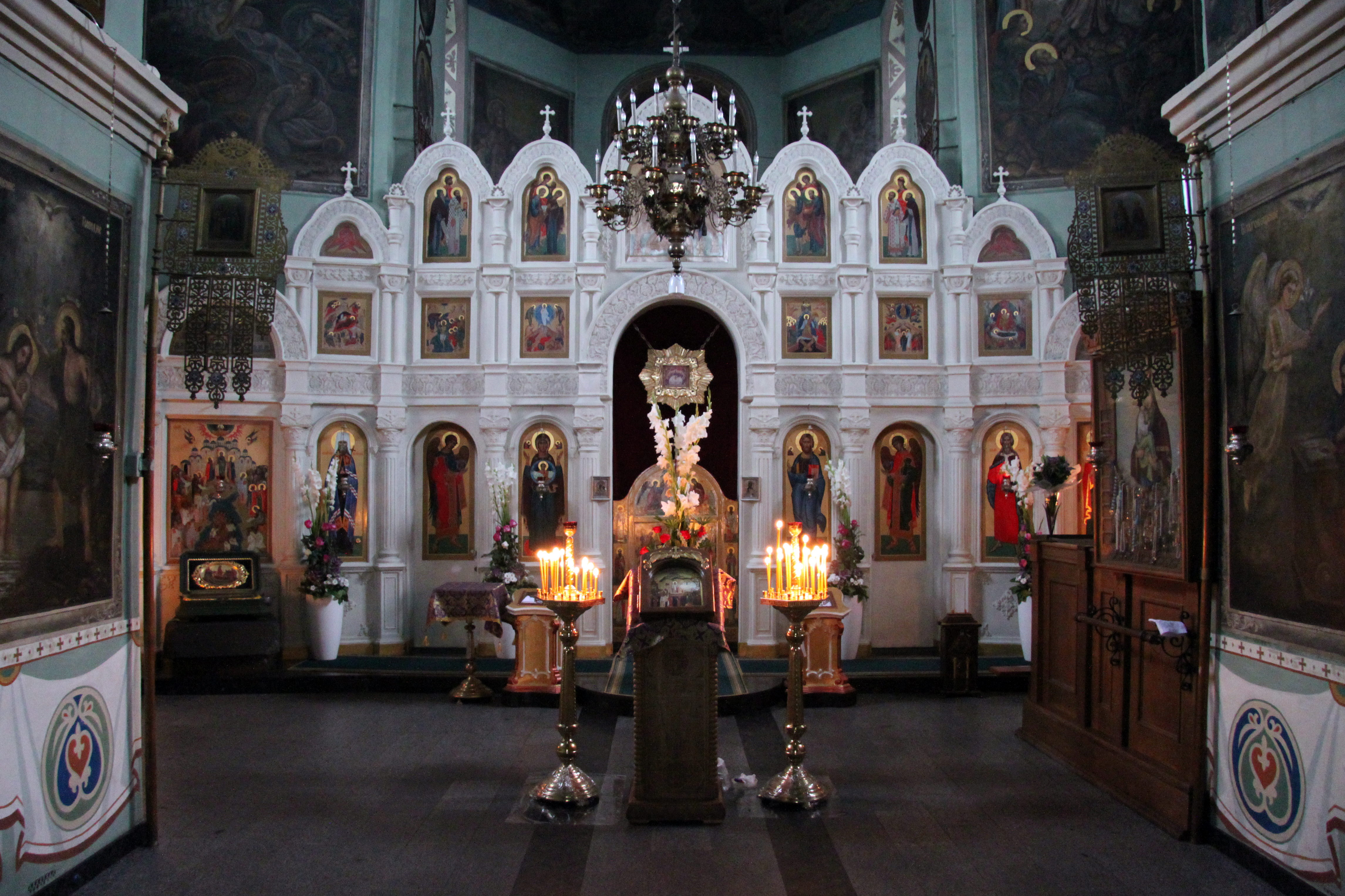
イコノスタシス

現存するキーウの最古の教会の一つ。古キエフ歴史建築特別地区に属する。内部では預言者エリアの生涯を描いた19世紀の壁画とイコンが数多く安置されている。